# Hayes Alvis
Hayes Alvis (Chicago, 1 mei 1907 - New York, 29 december 1972) was een Amerikaanse jazz-bassist en -tubaspeler. Hij speelde onder meer in de orkesten van Earl Hines en Duke Ellington.
Alvis speelde aanvankelijk drums, maar stapte rond 1927 over op de tuba en bas. Hij werkte toen bij Jelly Roll Morton. Hij speelde van 1928 tot 1930 tuba in de band van Earl Hines en schreef ook arrangementen voor de pianist (bijvoorbeeld 'Blue Nights'). In 1931 verhuisde Alvis naar New York, waar hij ging werken in Jimmy Noones Mills Blue Rhythm Band (1931-1934, 1936). Hij speelde hier ook af en toe baritonsaxofoon. Tevens was hij manager van de band. Van 1935 tot 1938 speelde hij in het orkest van Duke Ellington, waar toen ook bassist en tubaspeler Billy Taylor werkte. In sommige songs liet Ellington Alvis en Taylor allebei bas spelen: het was voor het eerst dat dat in de jazz gebeurde. Na zijn tijd bij Ellington werkte Alvis bij altsaxofonist Benny Carter, pianist Joe Sullivan en Louis Armstrong. In 1942 ging hij het leger in, waar hij tot 1945 werkte in de legerband van Sy Oliver. Na de Tweede Wereldoorlog speelde hij met pianist Dave Martin. Daarna ging hij als 'huismuzikant' werken in Café Society in New York. In de jaren vijftig speelde hij in verschillende swing- en dixieland-groepen, waaronder die van Wilbur de Paris. Begin jaren zeventig vormde hij een trio met pianist Jay McShann en gitarist Tiny Grimes.